# Uniqlo
Uniqlo Co., Ltd. (株式会社ユニクロ, Kabushiki-gaisha Yunikuro) je japanska tvrtka koja dizajnira, proizvodi i prodaje casual odjeću. Izvorno osnovana u Japanu, tvrtka se u 21. stoljeću proširila izvan Japana i brzo postala glavni brend odjeće, usporediv s tvrtkama kao što je H&M. Godine 2023. Uniqlo je imao više od 2400 trgovina diljem svijeta.

## Povijesti
Uniqlo je osnovan 1949. u Ubeu (Yamaguchi) kao dio grupe tvrtki Fast Retailing.
Godine 1984. u  Hirošimi je otvorena trgovina unisex casual odjeće pod nazivom "Unique Clothing Warehouse", kasnije skraćeno u "Uniqlo".
Uniqlo je otvorio svoju prvu trgovinu izvan Japana u Londonu 2001. godine i prvu trgovinu u Šangaju 2002. godine. Godine 2005. u New Yorku je otvoren prvi američki Uniqlo.
Uniqlo trenutno zapošljava više od 30.000 ljudi i posluje u više od 25 zemalja. Postoji više od 800 Uniqlo trgovina u Japanu (preko 100 samo u Tokiju) i preko 70 trgovina u Europi, od kojih je većina u Francuskoj (26) i Ujedinjenom Kraljevstvu (17).

## Logotipi
- bivši Uniqlo logo (1998-2009)
- Uniqlo logo u abecedi
- Uniqlo logo na japanskom

## Vanjske poveznice
Službena stranica